# Novouvalski
Novouvalski (en rus: Новоувальский) és un poble (possiólok) del krai de l'Altai, a Rússia, que el 2013 tenia 18 habitants. Hi ha dos carrers. Es troba a 13 km de Krutikha.